# سعداء
سعداء (الاسم العلمي: Eudaemonia)، جنس حشرات عثية من فصيلة عثيات زحل. أعطانها الأصلية في أفريقيا جنوب الصحراء الكبرى، تتميز بذيول طويلة جدًا في مؤخرة أجنحتها.

## الأنواع
- Eudaemonia argiphontes Maassen, 1877
- Eudaemonia argus (Fabricius, 1777)
- Eudaemonia troglophylla Hampson, 1919